# Michael Hoeye
Michael Hoeye (Los Ángeles, California, 1947) es un escritor y editor estadounidense. 
Es el autor de la serie de novelas de La aventuras de Hermux Tantamoq, una serie de novelas de ficción y misterio para niños, desarrollada en un mundo donde habitan animales parlantes y cuyo personaje principal es un ratón relojero, Hermux Tantamoq. 
La serie se constituye por: Una cuestión de tiempo (Time Stops For No Mouse), El misterio del desierto (Sands Of Time), e Intriga entre bastidores (No Time Like Show Time).
Hoeye y su esposa, Martha, viven en Oregón, Estados Unidos. Hoeye ha enseñado en la Universidad de Marylhurst.